# ムハノフ島
ムハノフ島は、デロング諸島ヘンリエッタ島の観測所で1937年に越冬観測中であったレオニード・ムハノフ以下の者達が同島の北東に見たという島。観測によれば、西側に山が2つあり、東側は低くなっていたという。翌年飛行機による調査が行われたが発見されたものは島のような氷山で、他には何もなかった。このことから、ムハノフ島は氷山を誤認したものと結論付けられた。